# Самсонов, Юрий Григорьевич
Ю́рий Григо́рьевич Самсо́нов (27 декабря 1929 года, дер. Холмогоры, Средневолжский край, РСФСР, СССР, — 23 августа 2021 года, г. Ульяновск, Российской Федерации) — советский хозяйственный, государственный и политический деятель.

## Биография
Родился 27 декабря 1929 года в деревне Холмогоры. Член КПСС.
В 1958—2000 гг.:
- 1958—1972 — слесарь, мастер, затем старший мастер, начальник производственно-диспетчерской службы, начальник каркасно-сборочного цеха Ульяновского автомобильного завода,
- 1972—1977 — секретарь парткома Ульяновского механического завода;
- июль 1977 — июнь 1979 — второй секретарь Ульяновского горкома КПСС;
- июнь 1979 — ноябрь 1981 — директор Ульяновского механического завода,
- 1981 - 1982 - секретарь, 1982 - 1987—второй секретарь, 1987 - 1990 — первый секретарь Ульяновского обкома КПСС,
- 1992—1993 — заместитель председателя комитета в Ульяновском областном Совете народных депутатов,
- 1995—1998 — преподавал в Ульяновском государственном университете.

Скончался 23 августа 2021 года в городе Ульяновске. Похоронен на Аллее почёта на Северном кладбище города Ульяновска.

## Награды
- Орден Трудового Красного Знамени
- Орден «Знак Почёта»
- Медаль «За доблестный труд в Великой Отечественной войне 1941—1945 гг.»
- Почётный гражданин Ульяновской области (2001)

## Память
- 17 января 2025 года была открыта мемориальная доска на доме где он жил[3][4][5].